# ACCA - L'ispettorato delle 13 province
ACCA - L'ispettorato delle 13 province (ACCA13区監察課?, ACCA: 13-ku kansatsu-ka) è un manga scritto e disegnato da Natsume Ono, serializzato sul Big Gangan di Square Enix dal 25 giugno 2013 al 25 ottobre 2016. Un adattamento anime, prodotto da Madhouse e acquistato in Italia da Dynit, è stato trasmesso in Giappone tra il 10 gennaio e il 28 marzo 2017.

## Personaggi
Jean Otus (ジーン・オータス?, Jīn Ōtasu)
Doppiato da: Hiro Shimono
Nino (ニーノ?, Nīno)
Doppiato da: Kenjirō Tsuda
Lotta Otus (ロッタ・オータス?, Rotta Ōtasu)
Doppiata da: Aoi Yūki
Grossular (グロッシュラー?, Gurosshurā)
Doppiato da: Jun'ichi Suwabe
Lilium (リーリウム?, Rīriumu)
Doppiato da: Kōji Yusa
Spade (スペード?, Supēdo)
Doppiato da: Tōru Ōkawa
Pastis (パスティス?, Pasutisu)
Doppiato da: Hikaru Midorikawa
Pine (パイン?, Pain)
Doppiato da: Hiroki Yasumoto

## Media

### Manga
Il manga, scritto e disegnato da Natsume Ono, è stato serializzato sulla rivista Big Gangan di Square Enix dal 25 giugno 2013 al 25 ottobre 2016. I vari capitoli sono stati raccolti in sei volumi tankōbon, pubblicati tra il 25 novembre 2013 e il 24 dicembre 2016. In America del Nord i diritti sono stati acquistati da Yen Press.

#### Volumi
| Nº | Data di prima pubblicazione | Data di prima pubblicazione | Data di prima pubblicazione |
| Nº | Giapponese                  | Giapponese                  |                             |
| -- | --------------------------- | --------------------------- | --------------------------- |
| 1  | 25 novembre 2013            | ISBN 978-4-7575-4149-8      |                             |
| 2  | 25 luglio 2014              | ISBN 978-4-7575-4370-6      |                             |
| 3  | 24 gennaio 2015             | ISBN 978-4-7575-4544-1      |                             |
| 4  | 25 settembre 2015           | ISBN 978-4-7575-4745-2      |                             |
| 5  | 25 maggio 2016              | ISBN 978-4-7575-4994-4      |                             |
| 6  | 24 dicembre 2016            | ISBN 978-4-7575-4994-4      |                             |

### Anime
Annunciato da Square Enix il 23 maggio 2016, un adattamento anime, prodotto da Madhouse e diretto da Shingo Natsume, è andato in onda dal 10 gennaio al 28 marzo 2017. Le sigle di apertura e chiusura sono rispettivamente Shadow and Truth dei One III Notes e Pale moon ga yureteru (ペールムーンがゆれてる?, Pēru mūn ga yureteru) di Aira Yūki. In Italia gli episodi sono stati trasmessi in streaming in simulcast da Dynit su VVVVID, mentre in altre parti del mondo i diritti sono stati acquistati da Crunchyroll. Un original net anime in stile super deformed, intitolato Acca-kun no ACCA kōza (アッカァくんのACCA講座?) e prodotto da W-Toon Studio, è stato pubblicato sull'account Twitter ufficiale della serie televisiva dall'11 novembre 2016.

#### Episodi
| Nº | Titolo italiano Giapponese 「Kanji」 - Rōmaji                                                                                           | In onda          | In onda |
| Nº | Titolo italiano Giapponese 「Kanji」 - Rōmaji                                                                                           | Giapponese       |         |
| 1  | Jean lo scrocca-sigarette 「もらいタバコのジーン」 - Morai tabako no Jīn                                                                | 10 gennaio 2017  |         |
| 2  | Nino, la cattiva compagnia 「悪友の名はニーノ」 - Akuyū no na wa Nīno                                                                   | 17 gennaio 2017  |         |
| 3  | Il fumo delle voci aleggia sul castello 「城にただよう噂の煙」 - Shiro ni tadayou uwasa no kemuri                                       | 24 gennaio 2017  |         |
| 4  | Le fiamme consumano il regno blindato 「閉ざされた『国』のくすぶり」 - Tozasareta "kuni" no kusuburi                                    | 31 gennaio 2017  |         |
| 5  | Davanti agli occhi, le orme si sovrappongono 「視線の先、重なる足跡」 - Shisen no saki, kasanaru ashiato                                | 7 febbraio 2017  |         |
| 6  | La destinazione del binario e dell'orgoglio 「線路と誇りの向かう先」 - Senro to hokori no mukau saki                                    | 14 febbraio 2017 |         |
| 7  | La verità che fluttua nella nebbia notturna 「夜霧にうかぶ真実」 - Yogiri ni ukabu shinjitsu                                            | 21 febbraio 2017 |         |
| 8  | La principessa che ha spiegato le ali e il dovere dell'amico 「翼を広げた王女と友のつとめ」 - Tsubasa o hirogeta ōjo to tomo no tsutome | 28 febbraio 2017 |         |
| 9  | L'elegante serpente nero mostra le zanne 「牙を剥く優美な黒蛇」 - Kiba o muku yūbi na kuro hebi                                         | 7 marzo 2017     |         |
| 10 | Le stelle cadono sulla città senza cielo 「空のない街に降る星」 - Sora no nai machi ni furu hoshi                                       | 14 marzo 2017    |         |
| 11 | Il fiore di Furawau odora di malevolenza 「フラワウの花は悪意の香り」 - Furawau no hana wa akui no kaori                                | 21 marzo 2017    |         |
| 12 | La direzione del volatile 「鳥の行方」 - Tori no yukue                                                                                  | 28 marzo 2017    |         |